# Koenraad van der Gaast
Koenraad („Koen“) van der Gaast (* 10. August 1923 in Utrecht; † 7. Februar 1993 in Zeist) war ein niederländischer Architekt. Als Leiter der Bauabteilung der Niederländischen Eisenbahnen prägte er die Bahnhofsarchitektur nach dem Zweiten Weltkrieg in den Niederlanden. Der von ihm entworfene Bahnhof Tilburg war richtungsweisend für die niederländische Architektur der 1980er und 1990er Jahre.

## Leben und Arbeit

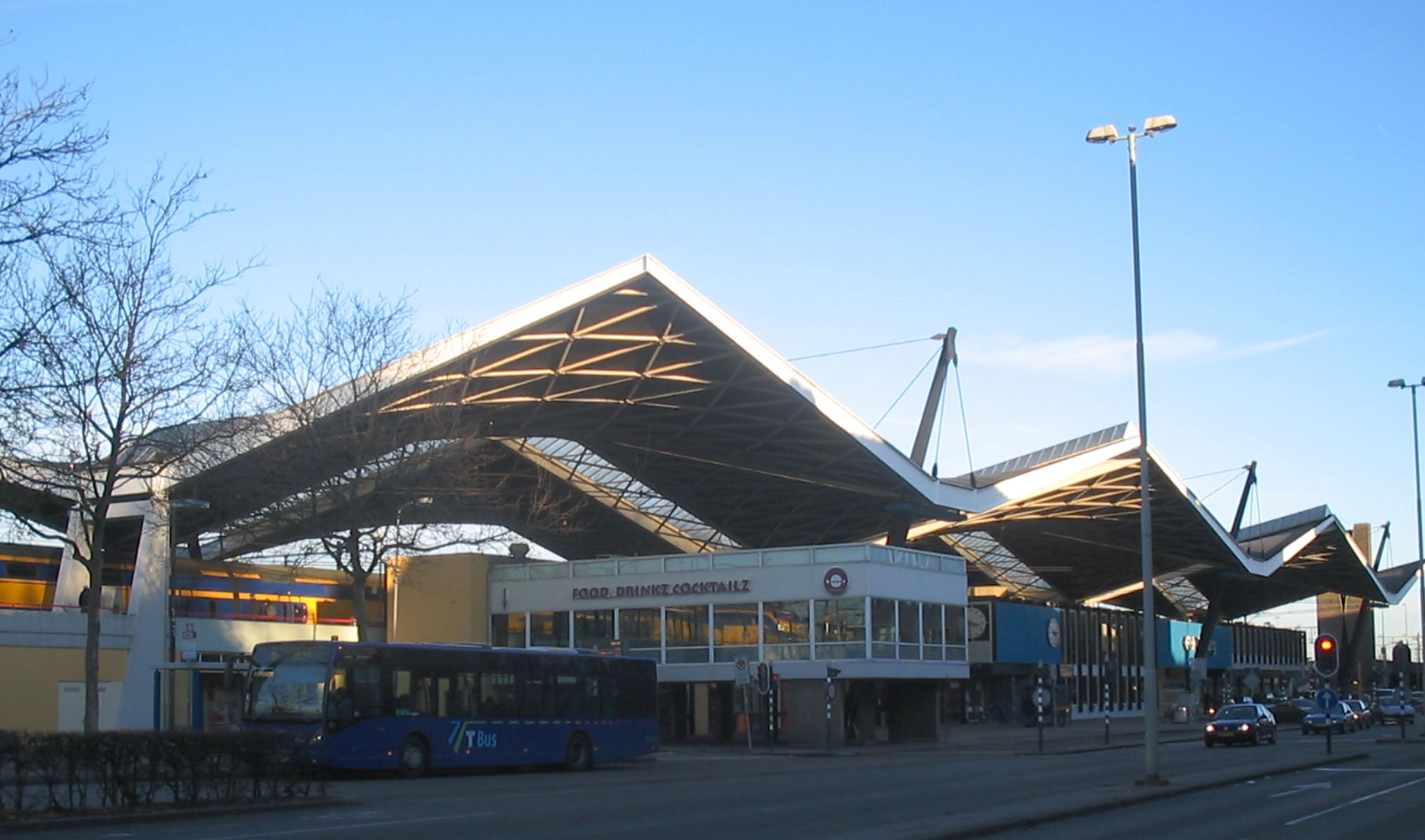
Bahnhof Tilburg

Van der Gaast studierte ab 1940 Architektur an der Technischen Hochschule Delft. Von 1943 bis 1945 musste er sein Studium wegen des Krieges unterbrechen und konnte es erst nach Kriegsende bis 1949 abschließen. Ab 1950 arbeitete er bei dem Architekturbüro von P. J. Koster in Zeist. Nach wenigen Monaten wechselte er als Architekt in die Abteilung Architektur der Niederländischen Eisenbahnen AG. 1953 wurde er Leiter des Büros.
Der Bedarf an neuen Bahnhöfen war nach den Zerstörungen des Zweiten Weltkriegs sehr hoch. Mit dem stark wachsenden Fahrgastaufkommen wandelte sich auch die Nutzung der Bahnhöfe. Van der Gaast prägte die Bahnhofsarchitektur in den  Niederlanden in den folgenden Jahrzehnten. Bahnhöfe sollten flexibel sein, kleine Einkaufsmöglichkeiten bieten und eine schlanke Architektur aufweisen. Da die althergebrachte Ziegelarchitektur dafür ungeeignet war, griff er vor allem auf Stahl und Betonkonstruktionen zurück, die mit Glas und Holzelementen aufgelockert wurden. In den 1960er Jahren änderte sich sein Stil. Er ließ sich von neuen Materialien und Techniken inspirieren, seine Entwürfe wurden durch Hyperboloiden und Paraboloiden futuristischer. Mit einer Reihe von Bahnhöfen wie denen in Eindhoven, Amsterdam Sloterdijk, Schiedam, Almelo und Tilburg errang er internationale Aufmerksamkeit.
Von 1968 bis 1983 leitete er die  Kommission „Design“ des Internationalen Eisenbahnverbandes (Union Internationale des Chemins de Fer, UIC), dessen Hauptsitz in Paris er mitentworfen hatte. So war Van der Gaast an der Ausarbeitung international gültiger Piktogramme auf Bahnhöfen beteiligt, aber auch an dem Designkonzept der Niederländischen Eisenbahnen. Als Vorsitzender einer Ästhetikkommission in seiner Heimatstadt Utrecht war er auch zuständig für die städtische Architektur. Unter seiner Federführung wurde das Bahnhofsviertel radikal umstrukturiert. Bis heute zählt diese Neustrukturierung zu den "spektakulärsten Stadtentwicklungsprojekten der Niederlande". 1973 entwarf Van der Gaast gemeinsam mit einem weiteren Architekten den neuen Bahnhof von Utrecht.
Van der Gaast war verheiratet mit der niederländischen Sozialgeografin Sonja Bakker Schut und hatte mit ihr vier Kinder.

## Auszeichnungen
- 1989: Verdienstmedaille der Stadt Utrecht
- 1992: Preis des Bundes niederländischer Architekten (BNA)

## Bahnhofsgebäude

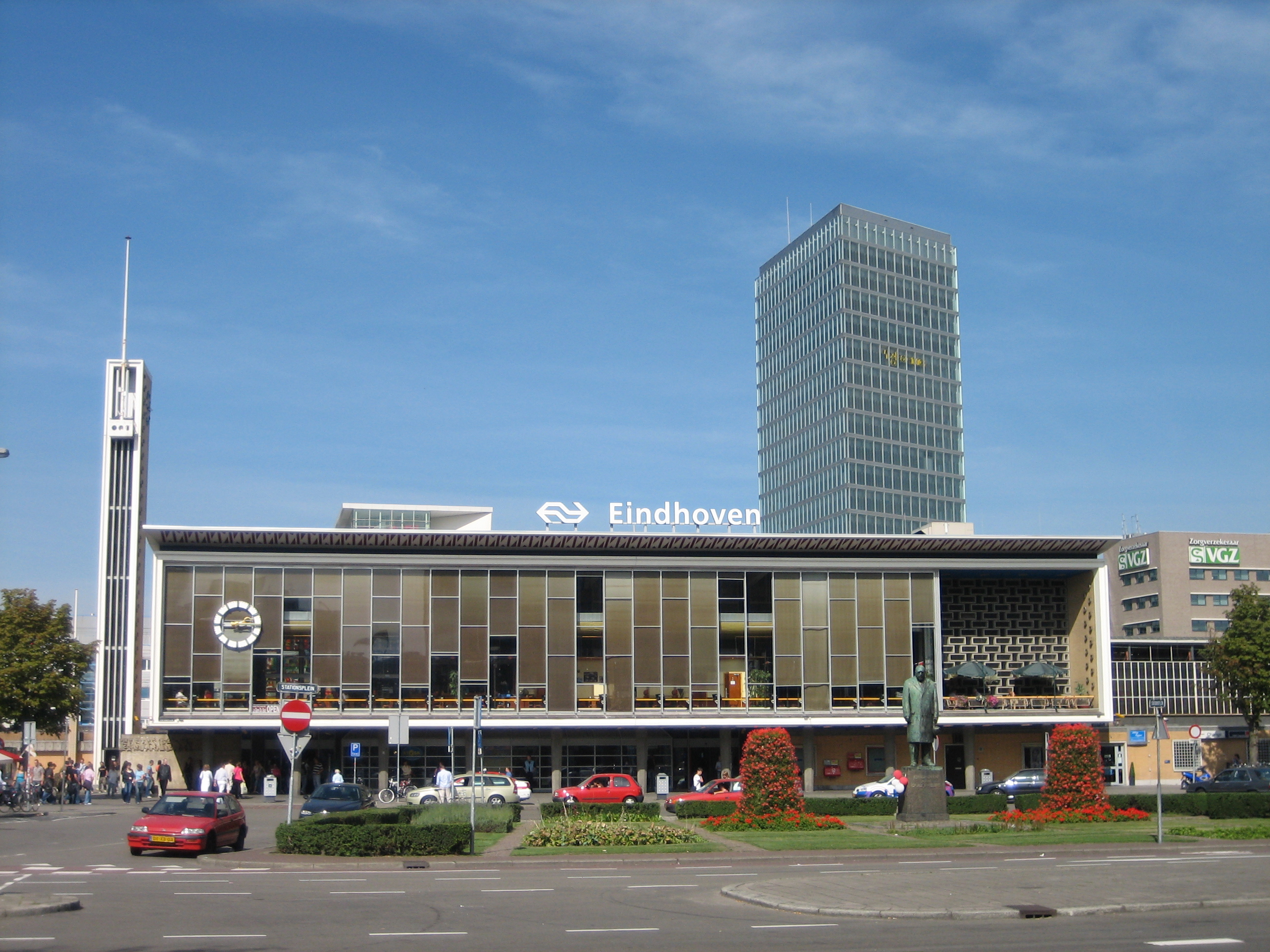
Bahnhof Eindhoven Centraal

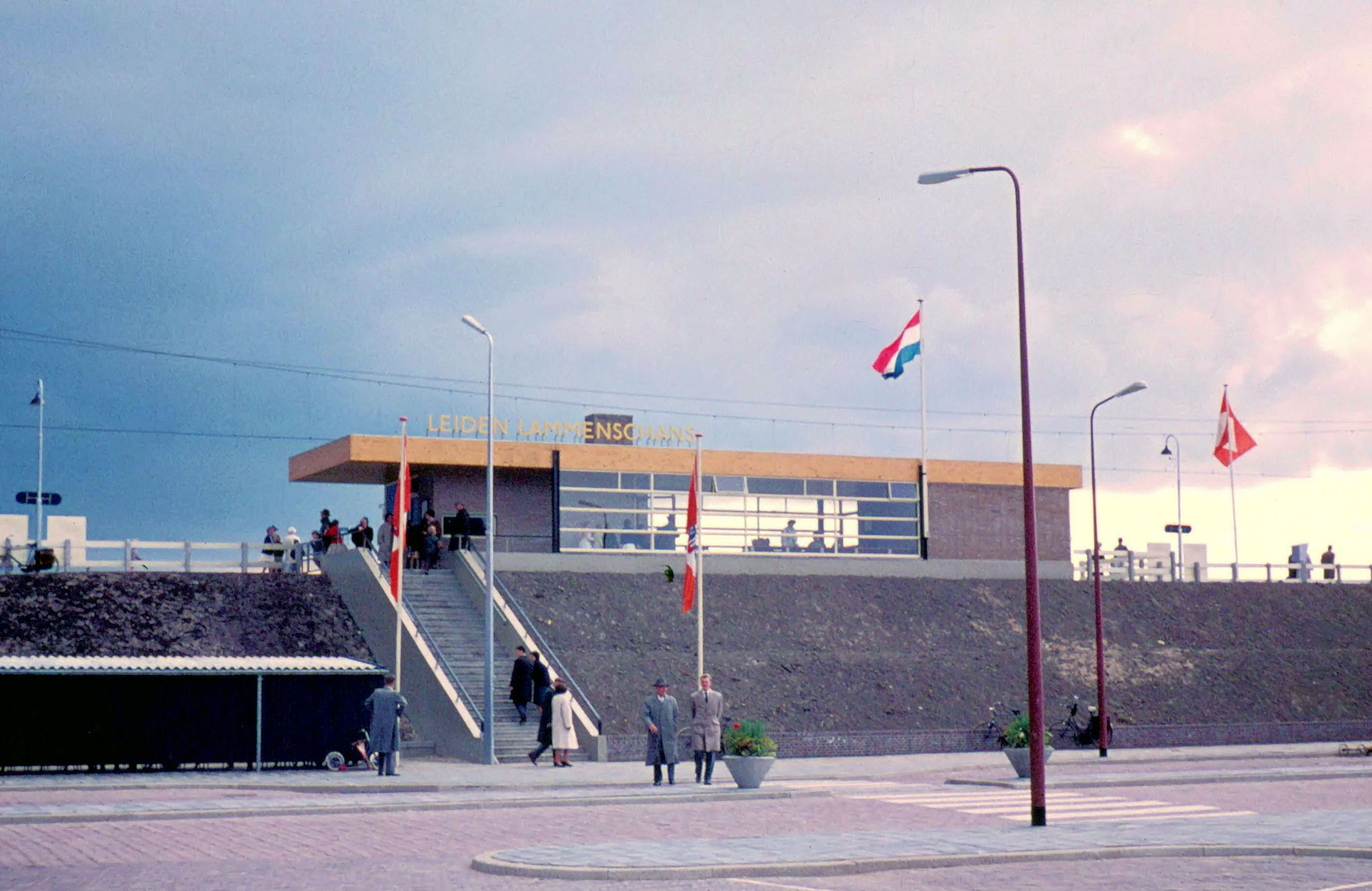
Bahnhof Leiden Lammenschans in 1961

| - Hilversum Sportpark (1952) - Rheden (1952) - Arnhem Velperpoort (1953) - Zwaagwesteinde (1955) - Amsterdam Sloterdijk Zuid* (1956) - Eindhoven Centraal (1956) - Vlaardingen Oost (1956) - Driehuis (1957) - Oldenzaal (1957) - Hardinxveld-Giessendam (1958) - Heemstede-Aerdenhout (1958) - Santpoort Noord (1958) - Venlo (1958) - Leiden Lammenschans (1961) | - Almelo (1962) - Zevenaar (1962) - Bahnhof Schiedam Centrum* (1963) - Tilburg (1965) - Enschede (1974) - Den Haag Centraal (1975) - Schiphol Airport* (1978) - Maassluis (1980) - Amsterdam RAI* (1981) - Goes (1982) - Harderwijk (1983) - Zaltbommel (1984) - Voorburg (1988) |

*: abgerissen